# Parvoscincus tikbalangi
Parvoscincus tikbalangi — вид сцинкоподібних ящірок родини сцинкових (Scincidae). Ендемік Філіппін.

## Поширення і екологія
Parvoscincus tikbalangi мешкають в горах Сьєрра-Мадре на сході острова Лусон, в провінції Ісабела. Вони живуть у вологих тропічних лісах.